# Massimiliano Blardone
Massimiliano („Max“) Blardone (* 26. November 1979 in Domodossola) ist ein ehemaliger italienischer Skirennläufer. Er fuhr fast ausschließlich Riesenslalom-Rennen und zählte in dieser Disziplin mehrere Jahre lang zur Weltspitze.

## Biografie
Seinen ersten großen Erfolg feierte er 1999 mit dem Sieg im Slalom bei den Juniorenweltmeisterschaften im französischen Pra-Loup. Zwei Jahre später nahm er erstmals an Weltcuprennen teil. Seine Leistungen im Slalom waren nicht überzeugend, doch im Riesenslalom fuhr er viermal unter die besten zehn und wurde bei den Weltmeisterschaften 2001 in St. Anton Fünfter.
Bei den Olympischen Winterspielen 2002 fuhr Blardone im Riesenslalom auf den achten Platz. Zu Beginn der Saison 2002/03 entschied er sich, von nun an ausschließlich Riesenslalom-Rennen zu bestreiten. In dieser Disziplin zählt der Italiener zur absoluten Weltspitze und konnte sich seit dem Winter 2002/03 siebenmal unter den besten fünf im Riesenslalom-Weltcup platzieren, dreimal davon unter den besten drei. Im Januar 2004 erreichte er in Flachau erstmals einen Podestplatz. Seinen ersten Sieg im Weltcup feierte er im Januar 2005 in Adelboden. Ab Dezember 2004 nahm er neben den Riesenslaloms auch vereinzelt an Super-Gs und ab März 2007 an Super-Kombinationen teil. In beiden Disziplinen kam er aber nur jeweils einmal in die Punkteränge. Ab Dezember 2009 war er wieder ausschließlich bei Riesenslaloms am Start.
In den Saisonen 2005/06 und 2006/07 erreichte Blardone mit jeweils einem Sieg den zweiten Platz im Riesenslalomweltcup. Bei den Olympischen Winterspielen 2006 in Turin sowie den Olympischen Winterspielen 2010 in Vancouver belegte er jeweils den elften Platz im Riesenslalom. Bei den Weltmeisterschaften 2005 und 2007 gelangen ihm keine vorderen Plätze, 2009 erreichte er in Val-d’Isère wie schon acht Jahre zuvor den fünften Platz im Riesenslalom. Bei den Weltmeisterschaften 2011 belegte er nur Rang 30 in seiner Spezialdisziplin. Im Verlaufe des Winters 2011/12 gelangen ihm zwei Weltcupsiege in Alta Badia und Crans-Montana. Danach konnte Blardone nicht mehr an diese Erfolge anknüpfen, in der Saison 2012/13 blieb ein 5. Platz in Val-d’Isère sein bestes Resultat, ein 7. Platz in Lenzerheide war für mehr als zwei Jahre sein letztes Top-10-Ergebnis.
In der Saison 2015/16 machte Blardone mit einem dritten Platz des Riesenslaloms im japanischen Naeba erneut auf sich aufmerksam. Mit dem 15. Platz beim Saisonfinale in St. Moritz am 19. März 2016 beendete Blardone nach 153 Starts im Weltcup seine aktive Karriere.

## Erfolge

### Olympische Spiele
- Salt Lake City 2002: 8. Riesenslalom
- Turin 2006: 11. Riesenslalom, 29. Super-G
- Vancouver 2010: 11. Riesenslalom

### Weltmeisterschaften
- St. Anton 2001: 5. Riesenslalom
- Bormio 2005: 20. Riesenslalom
- Åre 2007: 16. Super-G
- Val-d’Isère 2009: 5. Riesenslalom
- Garmisch-Partenkirchen 2011: 30. Riesenslalom
- Schladming 2013: 11. Riesenslalom

### Weltcupwertungen
| Saison  | Gesamt | Gesamt | Super-G | Super-G | Riesenslalom | Riesenslalom | Slalom | Slalom | Kombination | Kombination |
| Saison  | Platz  | Punkte | Platz   | Punkte  | Platz        | Punkte       | Platz  | Punkte | Platz       | Punkte      |
| ------- | ------ | ------ | ------- | ------- | ------------ | ------------ | ------ | ------ | ----------- | ----------- |
| 2000/01 | 40.    | 189    | –       | –       | 9.           | 185          | 54.    | 4      | –           | –           |
| 2001/02 | 44.    | 182    | –       | –       | 12.          | 182          | –      | –      | –           | –           |
| 2002/03 | 36.    | 249    | –       | –       | 5.           | 249          | –      | –      | –           | –           |
| 2003/04 | 35.    | 266    | –       | –       | 3.           | 266          | –      | –      | –           | –           |
| 2004/05 | 23.    | 345    | –       | –       | 5.           | 345          | –      | –      | –           | –           |
| 2005/06 | 17.    | 442    | –       | –       | 2.           | 442          | –      | –      | –           | –           |
| 2006/07 | 20.    | 390    | 44.     | 7       | 2.           | 380          | –      | –      | 49.         | 3           |
| 2007/08 | 35.    | 275    | –       | –       | 6.           | 275          | –      | –      | –           | –           |
| 2008/09 | 28.    | 325    | –       | –       | 4.           | 325          | –      | –      | –           | –           |
| 2009/10 | 23.    | 309    | –       | –       | 5.           | 309          | –      | –      | –           | –           |
| 2010/11 | 54.    | 151    | –       | –       | 8.           | 151          | –      | –      | –           | –           |
| 2011/12 | 26.    | 408    | –       | –       | 3.           | 408          | –      | –      | –           | –           |
| 2012/13 | 46.    | 160    | –       | –       | 13.          | 160          | –      | –      | –           | –           |
| 2013/14 | 83.    | 54     | –       | –       | 27.          | 54           | –      | –      | –           | –           |
| 2014/15 | 107.   | 34     | –       | –       | 29.          | 34           | –      | –      | –           | –           |
| 2015/16 | 58.    | 164    | –       | –       | 16.          | 164          | –      | –      | –           | –           |

### Weltcupsiege
Blardone erzielte 25 Podestplatzierungen in Einzelrennen, davon 7 Siege:
| Datum             | Ort                | Land       | Disziplin    |
| ----------------- | ------------------ | ---------- | ------------ |
| 11. Januar 2005   | Adelboden          | Schweiz    | Riesenslalom |
| 18. Dezember 2005 | Alta Badia         | Italien    | Riesenslalom |
| 2. Dezember 2006  | Beaver Creek       | USA        | Riesenslalom |
| 8. Dezember 2007  | Bad Kleinkirchheim | Österreich | Riesenslalom |
| 20. Dezember 2009 | Alta Badia         | Italien    | Riesenslalom |
| 18. Dezember 2011 | Alta Badia         | Italien    | Riesenslalom |
| 26. Februar 2012  | Crans-Montana      | Schweiz    | Riesenslalom |

- 1 Podestplatz bei Mannschaftswettbewerben

### Juniorenweltmeisterschaften
- Pra-Loup 1999: 1. Slalom, 3. Kombination, 9. Abfahrt, 11. Riesenslalom, 26. Super-G

### Weitere Erfolge
- 2 italienische Meistertitel (Kombination 1999, Riesenslalom 2001)
- 2 Siege im South American Cup
- 13 Siege in FIS-Rennen